# Aplastodiscus albosignatus
Aplastodiscus albosignatus es una especie de anfibio anuro de la familia Hylidae. Esta rana es endémica de algunas zonas montañosas en el sudeste de Brasil: sierra del Mar, sierra de la Mantiqueira ysierra de Bocaina. Habita junto a arroyos en zonas de bosque primario y secundario entre los 800 y 1200 metros de altitud. Se reproduce en arroyos permanentes.